# جوان أوسبورن
جوان أوسبورن (بالإنجليزية: Joan Osborne)‏ (و. 1962  م) هي مغنية، ومغنية مؤلفة، وملحنة، ومنتجة أسطوانات أمريكية، ولدت في أنشوراغ.

## وصلات خارجية
- جوان أوسبورن على موقع IMDb (الإنجليزية)
- جوان أوسبورن على موقع ميوزك برينز (الإنجليزية)
- جوان أوسبورن على موقع قاعدة بيانات برودواي على الإنترنت (الإنجليزية)
- جوان أوسبورن على موقع إن إن دي بي (الإنجليزية)
- جوان أوسبورن على موقع أول ميوزيك (الإنجليزية)
- جوان أوسبورن على موقع ديسكوغز (الإنجليزية)
- جوان أوسبورن على موقع قاعدة بيانات الفيلم (الإنجليزية)
- جوان أوسبورن في قاعدة بيانات الأفلام على الإنترنت